# اینترلاک

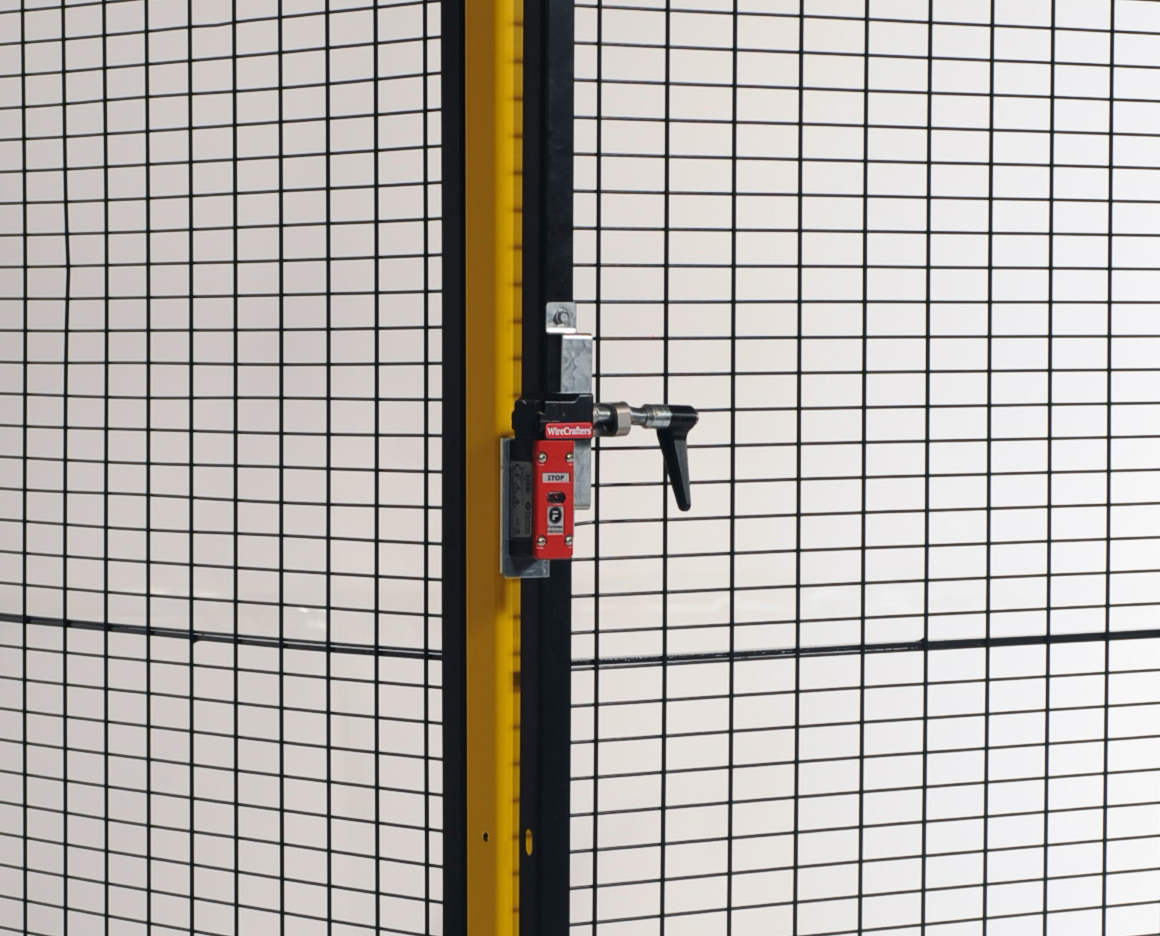
قفل اینترلاک

اینترلاک (انگلیسی: Interlock) ساز و کاریست که برای جلوگیری از تداخل عملکرد تجهیزات استفاده می‌شود. به‌طور مثال در پست برق نباید سکسیونر قبل از بریکر باز شود و لذا اینترلاک از این عمل جلوگیری می‌کند که اگر سهواً ابتدا دستور باز شدن سکسیونر صادر شد عمل نکند.